# Acanthoscurria armasi
Acanthoscurria armasi is een spinnensoort uit de familie van de vogelspinnen (Theraphosidae). De wetenschappelijke naam van de soort werd voor het eerst geldig gepubliceerd in 2025 door Sherwood, Gabriel, Peñaherrera-R. en Alayón.
De soort komt voor in Colombia.